# Grupul Alianței Liberalilor și Democraților pentru Europa

sigla ALDE

Grupul Alianței Liberalilor și Democraților pentru Europa (franceză Alliance des démocrates et des libéraux pour l'Europe; ADLE) a fost o alianță între două partide politice europene: Alianța Liberalilor si Democraților pentru Europa (ALDE) și Partidul Democrat European (PDE). A fost al treilea grup politic din Parlamentul European ca pondere, cu 101 membri din 22 de țări ale UE. Grupul ALDE a fost, de asemenea, reprezentat în cadrul Comitetului Regiunilor, al Adunării Parlamentare a Consiliului Europei și al Adunării Parlamentare a NATO. La 12 iunie 2019, s-a anunțat succesorul grupului în alianță cu La République En Marche!, numit Renew Europe.

## ALDE în Parlamentul European

### Înființarea partidului
Cu ocazia reuniunii Grupului parlamentar liberal-democrat al Partidului European al Liberalilor, Democraților și Reformatorilor, care a avut loc la Bruxelles la data de 13 iulie 2004, a fost aprobată o recomandare de fuziune, în cadrul unui nou grup politic, cu deputații europeni care făceau parte din Partidul Democrat European, fondat de către Uniunea pentru Democrație Franceză (UDF) a lui François Bayrou, din Partidul Muncii din Lituania și din Partidul „La Margherita” din Italia. Cele două partide politice europene rămân separate în afara Parlamentului European. Grupul politic, la înființare, era format din 88 de deputați.
În cadrul reuniunii constitutive a Grupului ALDE, care a urmat imediat după reuniunea ELDR, Graham Watson, deputat european din partea Partidului Liberal Democrat din Marea Britanie, a fost ales lider al Grupului ALDE. Tot atunci a fost adoptat și un „Program pentru Europa” în 10 puncte.

### Programul
Grupul ALDE promovează o abordare progresistă a politicii Uniunii Europene, din perspectiva spiritului liber, care combină libertatea individuală și o cultură economică dinamică cu solidaritatea economică și socială, preocuparea pentru viitorul mediului înconjurător și respectul și toleranța pentru diversitatea culturală, religioasă și lingvistică.
Viziunea Grupului ALDE asupra Uniunii Europene presupune o Europă deschisă tuturor țărilor europene care respectă principiile democrației, statului de drept, precum și drepturile omului și economia de piață. 
Membrii Grupului ALDE acționează în vederea promovării crețterii economice durabile, care va conduce la crearea de locuri de muncă mai multe și mai bune, va oferi o mai mare posibilitate de alegere consumatorilor și va spori oportunitățile de dezvoltare ale întreprinderilor și de afirmare a spiritului întreprinzător.
Grupul ALDE militează pentru asigurarea unui cadru de libertate, securitate și justiție pentru toți cetățenii europeni, precum și pentru apărarea drepturilor omului și combaterea discriminării sub toate formele sale, cu scopul de a promova pacea, dreptatea și stabilitatea în lume, reducând astfel sărăcia și ameliorând cooperarea în cadrul instituțiilor internaționale. Membrii ALDE sprijină reforma instituțiilor UE pentru a face Europa mai accesibilă, mai transparentă, mai receptivă la nevoile cetățenilor săi și mai responsabilă față de aceștia.
 Programul pentru Europa în 10 puncte 
1. Promovarea păcii, prin intermediul unei Uniuni care respectă valorile federale tradiționale
2. Transformarea UE într-un actor global, prin reducerea decalajului între dimensiunea sa economică și cea politică
3. Deschiderea și democratizarea Uniunii Europene
4. Garantarea drepturilor fundamentale pentru toți cetățenii europeni
5. Promovarea educației la toate nivelurile
6. Consolidarea guvernării economice după introducerea monedei euro
7. Combaterea fraudei și eliminarea birocrației inutile
8. Transformarea Europei într-un lider mondial în materie de protecție a mediului
9. Valorificarea globalizării în folosul tuturor
10. Garantarea recunoașterii depline și a consolidării rolului regiunilor Europei

## Membrii grupului
| Țara          | Partidul național                                         | Partidul european | Europarlamentari 2004-2009 | Europarlamentari 2009-2014 | Europarlamentari 2014-2019 |
| ------------- | --------------------------------------------------------- | ----------------- | -------------------------- | -------------------------- | -------------------------- |
| Austria       | Forumul Liberal                                           | ALDE              | 1                          | -                          | 1                          |
| Belgia        | Liberalii și Democrații Flamanzi                          | ALDE              | 3                          | 3                          | 3                          |
| Belgia        | Mișcarea Reformistă                                       | ALDE              | 3                          | 2                          | 3                          |
| Bulgaria      | Mișcarea Națională pentru Stabilitate și Progres          | ALDE              | 1                          | 2                          | -                          |
| Bulgaria      | Mișcarea pentru Drepturi și Liberăți                      | ALDE              | 4                          | 3                          | 4                          |
| Cehia         | ANO 2011                                                  | ALDE              | -                          | -                          | 4                          |
| Cipru         | Partidul Democrat                                         | ALDE              | 1                          | -                          | -                          |
| Croația       | Partidul Popular Croat - Liberal Democrat                 | ALDE              | -                          | -                          | 1                          |
| Danemarca     | Partidul Liberal                                          | ALDE              | 3                          | 3                          | 2                          |
| Danemarca     | Partidul Social-Liberal                                   | ALDE              | 1                          | -                          | 1                          |
| Estonia       | Partidul Centrist din Estonia                             | ALDE              | 1                          | 2                          | 1                          |
| Estonia       | Partidul Reformei din Estonia                             | ALDE              | 1                          | 1                          | 2                          |
| Finlanda      | Partidul Centrist din Finlanda                            | ALDE              | 4                          | 3                          | 3                          |
| Finlanda      | Partidul Popular suedeză Finlanda                         | ALDE              | 1                          | 1                          | 1                          |
| Franța        | Mișcarea Democratică                                      | PED               | 7                          | 5                          | 4                          |
| Franța        | Cetățenie, Acțiune, participare pentru secolul XXI        | fără              | -                          | 1                          | -                          |
| Franța        | Alianța cetățeanului pentru Democrație în Europa          | ALDE              | 3                          | -                          | -                          |
| Franța        | Uniunea de democrați și Independenților                   | PED               | -                          | -                          | 3                          |
| Germania      | Partidul Liber Democrat                                   | ALDE              | 7                          | 12                         | 3                          |
| Germania      | Alegători liberi                                          | PED               | -                          | -                          | 1                          |
| Grecia        | Drassi                                                    | fără              | -                          | 1                          | -                          |
| Irlanda       | Marian Harkin                                             | PED               | 1                          | 1                          | 1                          |
| Irlanda       | Fianna Fáil                                               | ALDE              | -                          | 3                          | -                          |
| Italia        | Margherita                                                | PED               | 9                          | -                          | -                          |
| Italia        | Italia Valorilor                                          | ALDE              | 1                          | 5                          | -                          |
| Italia        | Radicalii Italiene                                        | ALDE              | 2                          | -                          | -                          |
| Italia        | Alianța pentru Italia                                     | PED               | 1                          | 1                          | -                          |
| Letonia       | Primul Partid al Letoniei - Calea Letonă                  | ALDE              | 1                          | 1                          | -                          |
| Lituania      | Partidul Muncitoresc                                      | ALDE              | 5                          | 1                          | 1                          |
| Lituania      | Uniunea Liberală și de Centru                             | ALDE              | 2                          | -                          | -                          |
| Lituania      | Mișcarea Liberalii                                        | ALDE              | -                          | 1                          | 2                          |
| Luxemburg     | Partidul Democrat                                         | ALDE              | 1                          | 1                          | 1                          |
| Polonia       | Partidul Democrat                                         | ALDE              | 4                          | -                          | -                          |
| Polonia       | Paweł Piskorski                                           | fără              | 1                          | -                          | -                          |
| Polonia       | Marek Czarnecki                                           | fără              | 1                          | -                          | -                          |
| Portugalia    | Partidul Pământ                                           | ALDE              | -                          | -                          | 2                          |
| Regatul Unit  | Liberalii Democrați                                       | ALDE              | 11                         | 12                         | 1                          |
| România       | Independenți                                              |                   | -                          | -                          | 3                          |
| România       | Partidul ALDE                                             | ALDE              | -                          | -                          | -                          |
| Slovacia      | Partidul Popular - Mișcarea pentru o Slovacie Democratică | PED               | -                          | 1                          | -                          |
| Slovenia      | Democrația Liberală a Sloveniei                           | ALDE              | 2                          | 1                          | -                          |
| Slovenia      | Zares                                                     | ALDE              | -                          | 1                          | -                          |
| Slovenia      | Partidul Democrat al Pensionarilor din Slovenia           | fără              | -                          | -                          | 1                          |
| Spania        | Convergența Democratică Catalonia                         | ALDE              | 1                          | 1                          | 1                          |
| Spania        | Partidul Naționalist Basc                                 | PED               | 1                          | 1                          | 1                          |
| Spania        | Uniunea, Progress și Democrație                           | fără              | -                          | -                          | 4                          |
| Spania        | Cetățenii - Partidul cetățenilor                          | fără              | -                          | -                          | 2                          |
| Suedia        | Partidul Popular Liberal                                  | ALDE              | 1                          | 3                          | 2                          |
| Suedia        | Partidul Centrist                                         | ALDE              | 1                          | 1                          | 1                          |
| Țările de Jos | Partidul Popular pentru Libertate și Democrație           | ALDE              | 4                          | 3                          | 3                          |
| Țările de Jos | Democrații 66                                             | ALDE              | 1                          | 3                          | 4                          |
| Ungaria       | Alianța Liber Democraților                                | ALDE              | 2                          | -                          | -                          |
| Total ALDE    | Total ALDE                                                | Total ALDE        | 70                         | 74                         | 46                         |
| Total PED     | Total PED                                                 | Total PED         | 26                         | 10                         | 9                          |
| Total alții   | Total alții                                               | Total alții       | 4                          | 1                          | 13                         |
| Total         | Total                                                     | Total             | 100                        | 85                         | 68                         |

## Legături externe
- Alliance des Libéraux et des Démocrates pour l'Europe
- Parti Européen Libéral, Démocrate et Réformateur
- Parti Démocrate Européen Arhivat în 5 august 2009, la Wayback Machine.
- Alliance des Libéraux et des Démocrates pour l'Europe dans PACE
- Alliance des Libéraux et des Démocrates pour l'Europe dans le Comité des régions Arhivat în 22 ianuarie 2008, la Wayback Machine.

1. ↑  „Site-ul Parlamentului European”.